# Felines Herpesvirus
Das Feline Herpesvirus 1 (FeHV-1) oder Feline Alphaherpesvirus 1  (wissenschaftlich Varicellovirus felidalpha1) ist eine Spezies (Art) von Viren aus der Familie Orthoherpesviridae. Zusammen mit anderen Viren und Bakterien verursacht es bei Katzenartigen den Symptomkomplex des Katzenschnupfens, einer ansteckenden Erkrankungen der oberen Atemwege und der Kopfschleimhäute. Die durch das FeHV-1 hervorgerufene Erkrankung wird auch als Feline Virale Rhinotracheitis bezeichnet.

## Ätiologie
Das Feline Herpesvirus 1 (FeHV-1) ist ein Mitglied der Gattung Varicellovirus aus der Unterfamilie der Alphaherpesvirinae. Neben der Hauskatze kann es verschiedene andere Mitglieder der Familie der Felidae infizieren. Genetisch zeigt das Virus eine enge Verwandtschaft zum Caninen Herpesvirus-1 (CHV-1) der Hunde und dem Phocinen Herpesvirus-1 (PhV-1) der Seehunde auf.
Als Herpesvirus enthält das  FeHV-1 doppelsträngige DNA und ist behüllt. Es ist relativ fragil gegenüber Umwelteinflüssen und hochgradig empfindlich gegenüber den üblichen Desinfektionsmitteln. In feuchter Umgebung kann es bis zu 18 Stunden überleben, unter trockenen Verhältnissen deutlich kürzer.

## Pathogenese
Die natürliche Infektion geschieht über die Nasen-, Maul- und Augenschleimhäute. Anschließend vermehrt sich das Virus in der akuten Phase vor allem in den Schleimhäuten des Nasenseptums, der Nasenhöhle, des Nasopharynx sowie den Tonsillen. Andere Gewebe wie die Bindehäute, die mandibularen Lymphknoten und die obere Luftröhre können ebenfalls betroffen sein. Infektiöse Viruspartikel können in Abstrichen des Orophareynx und der Nase bereits 24 Stunden nach der Infektion nachgewiesen werden. Die Virusausscheidung persistiert für ein bis drei Wochen. Mit Hilfe der PCR kann virale DNA auch darüber hinaus noch nachgewiesen werden.
Die Infektion der respiratorischen Schleimhäute führt zu multifokalen Nekrosen von Epithelzellen mit neutrophiler Infiltration und Exsudation von Fibrin. An den Knochen der Nasenmuschel kann es zu osteolytischen Veränderungen kommen. Während die Schleimhautläsionen normalerweise innerhalb von zwei bis drei Wochen abheilen, bleiben die Knochendeformationen oft permanent bestehen. Ein primärer Befall der Lunge kann auftreten, ist aber selten.
Wie bei anderen Herpesviren, kommt es nach der akuten Phase der Infektion zu einer Latenz mit periodischer Reaktivierung des Virus, die mit einem Wiederaufflammen der klinischen Symptome einhergehen kann.

## Epidemiologie
Das Feline Herpesvirus 1 wird bei direktem Kontakt mit einer infizierten Katze über Tränenflüssigkeit, nasale Sekrete und Speichel übertragen. Akut infizierte Katzen stellen dabei die bedeutendste Virusquelle dar, aber auch latent infizierte Tiere können das Virus ausscheiden und empfängliche Artgenossen infizieren. Eine indirekte Übertragung durch kontaminierte Futter- und Pflegeutensilien ist unter engen und unhygienischen Haltungsbedingungen mit mehreren Katzen möglich, wobei die Umwelt aufgrund der relativ kurzen Überlebenszeit des Virus außerhalb des Katzenkörpers keine dauerhafte Infektionsquelle darstellt.
Wie bei anderen Infektionen mit Alphaherpesviren werden so gut wie alle Katzen, die sich von der akuten Erkrankung erholen, zu latent infizierten Trägern des Viruses. Vor allem unter Stress kommt es immer wieder zur intermittierenden Reaktivierung, in denen die Katzen Viren ausscheiden. Während solcher Episoden kann infektiöses Virus in den Sekreten des Nasenrachenraums und der Bindehäute nachgewiesen werden, so dass die Katzen dann eine Infektionsquelle für andere Tiere darstellen. Die Reaktivierung des Virus kann spontan erfolgen, tritt aber vor allem nach Stress auf, z. B. nach einem Umzug, der Änderung der Lebensumstände oder während des Säugens. Dabei beginnt die Virusausscheidung nicht unmittelbar nach dem stressenden Ereignis, ihr geht vielmehr eine Latenzphase von 4 bis 11 Tagen voraus. Die Virusausscheidung hält dann ein bis dreizehn Tage an. Einige Katzen zeigen in dieser Phase auch wieder leichte klinische Symptome.